# Crevenicu
Crevenicu là một xã thuộc hạt Teleorman, România. Dân số thời điểm năm 2002 là 1745 người.